# William McDonald (homme politique canadien)
Pour les articles homonymes, voir William McDonald et McDonald.
William McDonald (7 octobre 1837-4 juillet 1916) est un homme politique canadien de la Nouvelle-Écosse. Il est député conservateur de la circonscription néo-écossaise de Cap Breton en 1872 à 1884. 

## Biographie
Né dans un le hameau de River Deny's Road à Inverness en Nouvelle-Écosse, McDonald est le fils d'immigrants provenant de South Uist en Écosse. Il étudie au collège St. Francois Xavier d'Antigonish.
Élu en 1872, il est réélu en 1874, 1878 et 1882. En 1884, il est nommé au Sénat du Canada sous recommandation du premier ministre John A. Macdonald pour représenter la division sénatoriale de Cap Breton. Il meurt en fonction en 1916.
L'intersection des rues Main, Union et Commercial dans le Glace Bay est nommée Senator's Corner en son honneur.